# 45e division de Landwehr (Empire allemand)
Pour les articles homonymes, voir 45e division.
La 45e division de Landwehr (1re division de Landwehr royale saxonne) est une unité d'infanterie territoriale (Landwehr) de l'armée saxonne, partie de l'armée impériale allemande, créée en 1917 pendant la Première Guerre mondiale. Elle combat sur le front de l'Est et participe à l'occupation de l'Ukraine. Elle est rapatriée et dissoute en 1919.

## Première Guerre mondiale

### Composition

#### Au 15 février 1917
- 45e brigade d'infanterie de Landwehr
  - 107e régiment d'infanterie de Landwehr
  - 133e RI de Landwehr
  - 350e RI de Landwehr
  - 4e escadron du régiment de cavaliers lourds de la Garde (de)
  - 408e régiment d'artillerie de campagne
  - 4e compagnie du 22e bataillon de pionniers de réserve
  - 2e train de projecteurs
  - 345e compagnie de Minenwerfer

#### Au 25 janvier 1918
- 45e brigade d'infanterie de Landwehr
  - 107e régiment d'infanterie de Landwehr
  - 133e RI de Landwehr
  - 350e RI de Landwehr

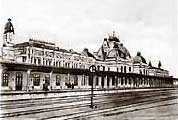
Gare de Jmerynka (gouvernement de Podolie) en 1913

  - 4e escadron du régiment de cavaliers lourds de la Garde
  - 152e commandement d'artillerie
  - 408e régiment d'artillerie de campagne
  - 4e compagnie du 22e bataillon de pionniers de réserve
  - 545e commandement divisionnaire de transmissions

### Historique

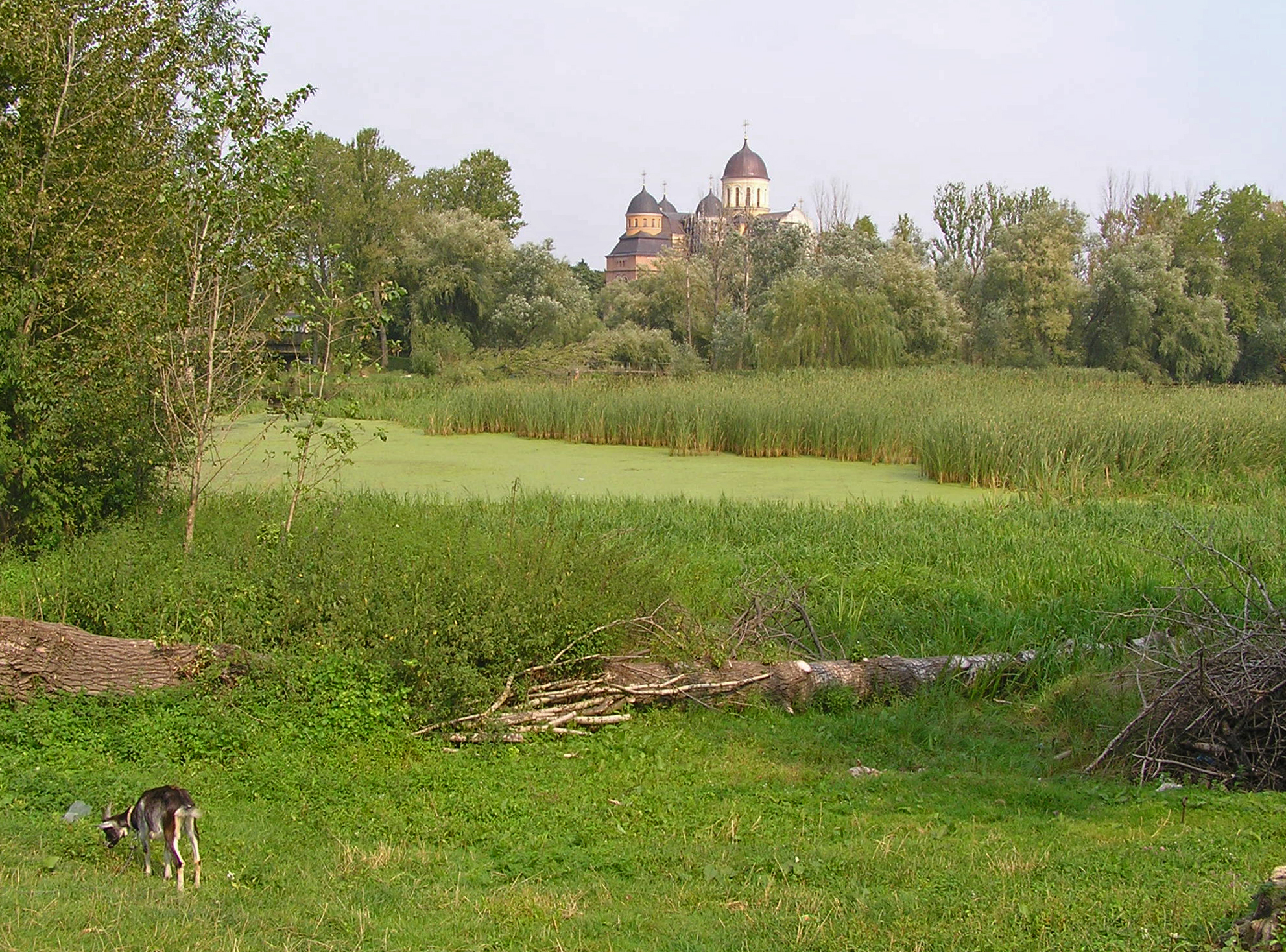
L'affluent Styr du Pripiat un mois d'août

Créée le 15 février 1917 comme unité de Landwehr et d'Ersatz, elle reste jusqu'à la fin de la guerre sur le front de l'Est comme force d'occupation et de maintien de l'ordre.

#### 1917
- Du 5 mars au 1er décembre : guerre de position sur le haut Styr et le Stokhid
- Du 2 au 17 décembre : front inactif
- À partir du 17 décembre : armistice russo-allemand

#### 1918

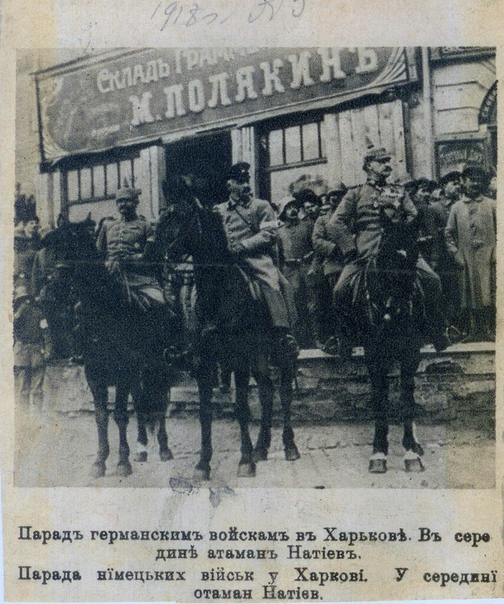
Le général de l'Armée populaire ukrainienne entre deux officiers allemands lors d'une parade militaire à Kharkiv en 1918

- À partir du 18 février : opération Faustschlag et conquête de l'Ukraine
- Du 1er au 3 mars : occupation de Kiev
- 2-3 mars : occupation de Jmerynka
- 5 mars : combats près de Hobodka
- 7-8 mars : combats près de Kharkiv
- 12 mars : combat à Konovska
- 14 mars : combats près de Marianovka
- 21 mars : combats près de Romodan
- 27-28 mars : combats près de Potoki
- Du 4 au 6 avril : combats près de Vodianaïa et Koviagui
- 8 avril : prise de Kharkiv
- 9 avril : prise de Valiouki
- Du 22 juin au 15 novembre : occupation de l'Ukraine
- À partir du 16 novembre : évacuation de l'Ukraine

#### 1919
- Jusqu'au 16 mars : évacuation de l'Ukraine

## Commandants
- Du 20 février 1917 au 30 mars 1918 : Kurt von Reyher (de)
- Du 31 mars au 1er septembre 1918 : Matthias Hoch (de)
- Du 2 septembre 1918 à mars 1919 :	Otto von der Decken (de)

## Sources et bibliographie
- Ruhmeshalle unserer Alten Armee, Herausgegeben auf Grund amtlichen Materials des Reichsarchivs, Militär-Verlag, Berlin 1927, p. 70, 140
- Histories of Two Hundred and Fifty-One Divisions of the German Army Which Participated in the War (1914–1918), United States War Office as War Department Document No. 905, Office of the Adjutant, 1920, p. 468
- Artur Baumgarten-Crusius, Die Sachsen im Felde 1914–1918, Verlag der Literaturwerke "Minerva", R. Max Lippold, Leipzig 1923, p. 509–514